# Прибојске Челице
Прибојске Челице је насеље у Србији у општини Прибој у Златиборском округу. Према попису из 2022. било је 87 становника.

## Демографија
У насељу Прибојске Челице живи 114 пунолетних становника, а просечна старост становништва износи 41,0 година (41,0 код мушкараца и 40,9 код жена). У насељу има 44 домаћинства, а просечан број чланова по домаћинству је 3,23.
Ово насеље је великим делом насељено Србима (према попису из 2002. године), а у последња три пописа, примећен је пад у броју становника.
|  |

| Демографија | Демографија | Демографија |
| Година      | Становника  | Становника  |
| ----------- | ----------- | ----------- |
| 1948.       | 144         |             |
| 1953.       | 231         |             |
| 1961.       | 296         |             |
| 1971.       | 218         |             |
| 1981.       | 208         |             |
| 1991.       | 167         | 167         |
| 2002.       | 142         | 142         |

| Етнички састав према попису из 2002.‍ | Етнички састав према попису из 2002.‍ | Етнички састав према попису из 2002.‍ | Етнички састав према попису из 2002.‍ | Етнички састав према попису из 2002.‍ |
| ------------------------------------ | ------------------------------------ | ------------------------------------ | ------------------------------------ | ------------------------------------ |
|                                      |                                      |                                      |                                      |                                      |
| Срби                                 | Срби                                 |                                      | 141                                  | 99,29%                               |
| непознато                            | непознато                            |                                      | 1                                    | 0,70%                                |

| Година пописа     | 1948. | 1953. | 1961. | 1971. | 1981. | 1991. | 2002. |
| ----------------- | ----- | ----- | ----- | ----- | ----- | ----- | ----- |
| Број домаћинстава | 20    | 29    | 44    | 41    | 46    | 45    | 44    |

| Број чланова      | 1 | 2  | 3 | 4  | 5 | 6 | 7 | 8 | 9 | 10 и више | Просек |
| ----------------- | - | -- | - | -- | - | - | - | - | - | --------- | ------ |
| Број домаћинстава | 8 | 12 | 5 | 10 | 5 | 1 | 1 | 1 | 1 | 0         | 3,23   |

| Пол    | Укупно | Неожењен/Неудата | Ожењен/Удата | Удовац/Удовица | Разведен/Разведена | Непознато |
| ------ | ------ | ---------------- | ------------ | -------------- | ------------------ | --------- |
| Мушки  | 54     | 13               | 36           | 5              | 0                  | 0         |
| Женски | 63     | 15               | 36           | 11             | 0                  | 1         |
| УКУПНО | 117    | 28               | 72           | 16             | 0                  | 1         |

| Пол    | Укупно                    | Пољопривреда, лов и шумарство | Рибарство                            | Вађење руде и камена | Прерађивачка индустрија       |
| ------ | ------------------------- | ----------------------------- | ------------------------------------ | -------------------- | ----------------------------- |
| Мушки  | 21                        | 2                             | 0                                    | 0                    | 9                             |
| Женски | 9                         | 3                             | 0                                    | 0                    | 2                             |
| УКУПНО | 30                        | 5                             | 0                                    | 0                    | 11                            |
| Пол    | Производња и снабдевање   | Грађевинарство                | Трговина                             | Хотели и ресторани   | Саобраћај, складиштење и везе |
| Мушки  | 3                         | 3                             | 1                                    | 0                    | 1                             |
| Женски | 0                         | 0                             | 1                                    | 1                    | 0                             |
| УКУПНО | 3                         | 3                             | 2                                    | 1                    | 1                             |
| Пол    | Финансијско посредовање   | Некретнине                    | Државна управа и одбрана             | Образовање           | Здравствени и социјални рад   |
| Мушки  | 0                         | 0                             | 1                                    | 1                    | 0                             |
| Женски | 0                         | 0                             | 1                                    | 0                    | 0                             |
| УКУПНО | 0                         | 0                             | 2                                    | 1                    | 0                             |
| Пол    | Остале услужне активности | Приватна домаћинства          | Екстериторијалне организације и тела | Непознато            | Непознато                     |
| Мушки  | 0                         | 0                             | 0                                    | 0                    | 0                             |
| Женски | 1                         | 0                             | 0                                    | 0                    | 0                             |
| УКУПНО | 1                         | 0                             | 0                                    | 0                    | 0                             |